# Eddie Ockenden
Eddie Ockenden, född den 3 april 1987 i Hobart i Australien, är en australisk landhockeyspelare.

## Karriär
Eddie Ockenden tog OS-brons i herrarnas landhockeyturnering i samband med de olympiska landhockeytävlingarna 2008 i Peking. Han tog OS-brons igen i samma gren i samband med de olympiska landhockeytävlingarna 2012 i London.
Vid olympiska sommarspelen 2020 i Tokyo var Ockenden en del av Australiens lag som tog silver i landhockey.